# Slag om de Sloedam
De Slag om de Sloedam (Engels: Battle of Walcheren Causeway) was een onderdeel van de Slag om de Schelde tussen de 5e Canadese Infanteriebrigade, delen van de 52e (Laagland) Divisie en de Calgary Highlanders en de troepen van het Duitse 15e Leger in 1944. Het was een van de verschillende slagen die uitgevochten werden rond het eiland Walcheren tijdens de Slag om de Schelde.

## Strategisch belang
Na het uitbreken van het Britse 2e Leger en het Canadese 1e Leger vanuit Normandië in begin september 1944 ontstonden tal van logistieke problemen. De aanvoerlijnen werden steeds verder opgerekt en de bevoorrading werd een zware last voor de geallieerde legers. Het koppig verdedigen van de havensteden aan Het Kanaal door de Duitsers betekende dat grote hoeveelheden benzine werden verstookt door de talloze vrachtwagens die nodig waren om de voorraden vanuit Normandië naar de nieuwe frontlinie in België te brengen. Met het veroveren van Antwerpen met zijn vrijwel intacte haveninstallaties, kregen de geallieerden de beschikking over een diepwaterhaven van flinke proporties. Maar de Duitse posities aan weerszijden van de Westerschelde maakten het bezit van de haven nutteloos. Om de haven te kunnen gebruiken moesten de Duitse linies in Zeeuws-Vlaanderen en op Walcheren en Zuid-Beveland opgeruimd worden.

## Voorspel
Op 31 oktober 1944 was het gehele gebied rond de Westerschelde, met uitzondering van Walcheren, ontrukt aan Duitse controle. De kustbatterijen van Walcheren waren echter in staat elk vrachtschip het water uit te blazen, zodat het bezit van de Antwerpse haven vanuit logistiek oogpunt nog steeds irrelevant was.
De 2e Canadese Infanteriedivisie was vanuit Brabant het schiereiland Zuid-Beveland ingetrokken. Al marcherend en vechtend hadden zij tegen 31 oktober alle tegenstand opgeruimd. Zuid-Beveland was verbonden met Walcheren via de smalle Sloedam, 40 meter breed en 800 meter lang.
Plannen om aanvalsboten in te zetten voor de aanval over de Sloe werden verijdeld door de modderige omstandigheden waarin de boten niet konden opereren. De Calgary Highlanders waren geselecteerd voor deze amfibie-operatie, aangezien zij in het Verenigd Koninkrijk getraind waren in het gebruik van stormboten. Deze training was echter gericht op een aanval over de Seine maar men was al over de Seine voor de Highlanders arriveerden. In dit geval was de grond te moerassig om de boten te kunnen gebruiken zodat zij als gewone infanterie ingezet werden bij de grondaanval over de Sloedam.

## De slag

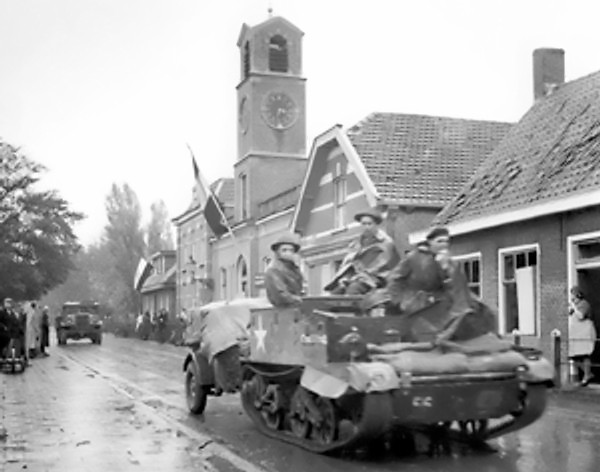
Canadese infanterie in Krabbendijke

De "C"-compagnie van de The Black Watch (Royal Highland Regiment) of Canada was de eerste eenheid die de Sloedam bestormde. Hun stormloop werd echter tot staan gebracht en ze leden zware verliezen. Gedurende de aanval ontdekten zij een diepe krater in de dam. De bovenzijde van de dam was door de Duitsers gedeeltelijk opgeblazen om te dienen als tankversperring. De Canadezen gebruikten de krater later als compagnies-commandopost.
De "B"-compagnie van de Calgary Highlanders waren de volgenden om ten aanval te trekken. Zij werden echter op soortgelijke bloedige wijze halverwege de dam gestuit. Een nieuwe beschieting werd voorbereid en majoor Bruce McKenzie's "D"-compagnie kroop voorwaarts onder zwaar vuur. Zij bereikten dit keer wel de westzijde van de dam en stelden die veilig in de morgen van 1 november.
De Duitsers ondernamen herhaaldelijk zware tegenaanvallen, waarbij onder meer vlammenwerpers werden ingezet tegen de Canadezen. Op een gegeven moment waren alle officieren van de "D"-compagnie gedood of gewond, waarop majoor George Hees het commando overnam.
Compagnies sergeant-majoor "Blackie" Laloge van de Calgary Highlanders kreeg vanwege zijn bijdrage aan de gevechten de Distinguished Conduct Medal toegekend. De gevechten vonden op zulke korte afstand plaats dat hij Duitse handgranaten terug kon gooien voor zij te midden van zijn manschappen ontploften.
Twee pelotons van Le Régiment de Maisonneuve namen op 2 november het bruggenhoofd op Walcheren over. Zij werden echter spoedig teruggedrongen tot op de dam. Een bataljon Highlanders kreeg opdracht door de linies heen aan te vallen, maar zij waren niet in staat het bruggenhoofd op het eiland uit te breiden.

## Nasleep
Landingen door Britse commando's van de 4e Commando Brigade beslisten ten slotte over het lot van de Duitse verdedigers op Walcheren. Vanaf zee voerden zij hun landingen uit bij Westkapelle en Vlissingen (zie Strijd om Walcheren). Daarmee werd de slag om de Sloedam een kostbare, en uiteindelijk onnodige, afleidingsmanoeuvre.
De 2e Canadese Infanteriedivisie ging in reserve in de eerste week van november. Zij betrokken het Saillant van Nijmegen om daar de winter door te brengen. De Calgary Highlanders verloren 64 man aan doden en gewonden in de drie dagen van gevechten op de Sloedam. Le Régiment de Maisonneuve kende 1 dode en 10 gewonden. "The Black Watch" verloor 85 man in de periode van 14 oktober tot 1 november 1944. De meesten van hen werden gedood of gewond bij de gevechten rond de Sloedam.

## Na de oorlog
De "battle honour" Walcheren Causeway werd door de Canadese regering toegekend als een apart eerbetoon aan de eenheden die hier vochten, naast de "battle honour" The Scheldt.
De Slag om de Sloedam wordt jaarlijks herdacht door The Calgary Highlanders met een kerkdienst en een parade, waarvoor doorgaans ook Canadese Nederlanders worden uitgenodigd. De slag werd gekozen vanuit de 20 battle honours die het regiment verwierf in de Tweede Wereldoorlog. Het zou het beste voorbeeld zijn van de geestkracht en doorzettingsvermogen van haar voorganger in de Eerste Wereldoorlog. De tegenaanval bij Sint-Juliaan bij de Tweede Slag om Ieper door het Tiende Bataljon, Canadian Expeditionary Forces, de rechtstreekse voorloper van The Calgary Highlanders, wordt ook jaarlijks herdacht.
In de jaren 80 is bij de inmiddels voormalige Sloedam een monument opgericht en ingewijd. De Sloedam als zodanig bestaat niet meer, nu het land aan weerszijden is ingepolderd. Resten van Duitse fortificaties zijn echter nog steeds te vinden op Zuid-Beveland en Walcheren.
In de 21e eeuw zijn de monumenten verplaatst vanwege verbreding van de weg en de spoorlijn over de dam. Een groot monument ter herdenking van de Franse troepen die hier slag leverden in 1940 overheerst de omgeving. Het monument kijkt neer op de gedenktekens van zowel de 52e (Laagland) Divisie als van de 5e Canadese Infanteriebrigade, die hier in 1944 slag leverden.